# Нижний Сор
Ни́жний Сор —  упразднённая в 1972 году деревня в Молчановском районе Томской области России. Проживали южные селькупы.

## География
Деревня располагалась на территории современного Молчановского сельского поселения на правом берегу протоки Анга при р. Анме.

## История
Исторический населённый пункт южных селькупов (группа тюйкум) — юрты Нижние Саровские / Соровые. Коренные жители — селькупы Этыкмаевы, Саржины / Саргины, Ядкины / Яткины. В конце XIX в. выделились юрты Нижние, Средние и Верхние Саровские.
В южноселькупском ареале выделяются отдельные поселения и сгустки поселений, где в разные годы происходила концентрация селькупского населения (особенно значительная в середине XIX в.), один из таких сгустков на верхней Оби — это юрты Амбарцевы — Былины — Соровые. По данным переписи 1859 г. в каждом из этих посёлков население было в пределах 100—150 человек (в Соровых юртах — совокупно в Верхних, Средних и Нижних). До 1930-х гг., то есть до массовой ссылки в Нарымский край и массовых русско-селькупских брачных предпочтений, выделенные посёлки-юрты реально были местом концентрации селькупской этничности, куда стремились вернуться после многолетних миграционных передвижений по просторам Нарымского края те, кто в них родился.

### Археология
Нижне-Соровское древнее селение в виде группы заплывших ям, всего 11, оставшихся, по местному остяцкому преданию, от прежних остяцких жилищ — карамов (жилых срубов, наполовину заглубленных в землю).
Нижне-Соровское культовое место. В четырёх км от деревни Нижний Сор, в так называемом «Брусничном бору», имеется несколько заплывших ям. В одной из них находится большая глыба песчаника, высотой до 0,6 м, длиной 1,2—1,3 м и шириной 0,5 м. Под этим камнем местные жители находили медные монеты и другие вещи.
Нижне-Соровский курганный могильник находится у деревни Нижний Сор, расположенной на правом берегу речки Кудриной, правом притоке Оби.

### Устная история
В районе Нижнего Сора бывали тунгусы, которые воевали с остяками. Не делили с ними что-то. Там, где бились с тунгусами, в Нижнем Сору было озеро, обложенное черепами… Однажды в район Верхнего Сора пришли олени. Они ушли от тунгусов. А через некоторое время пришли и сами тунгусы. Знаками они спросили у деда о направлении, в котором бежали олени .Вечером они уже гнали их назад. В благодарность за помощь они застрелили оленя и оставили деду. Это было в 1900 году.Рассказ остяка А.М. Смакотина.

### Позднее время
В 1859 г. юрты состояли из 6 хозяйств, насчитывали 32 жителя.
В 1897 г.: 9 хозяйств, 44 жителя, из них 1 русский, остальные селькупы. Населённый пункт относился к Шепецкой инородческой волости со значительным селькупским населением.
На 1911 г. в деревне имелось 10 дворов, 49 жителей. Деревня относилась к Амбарцевской инородческой волости.
На 1920 г. в Нижнем Соре — 15 дворов, 62 жителя.
На 1926 г. д. Нижний Сор насчитывала 17 дворов, 78 жителей. Основное население — остяки.
Решением № 187 Томского облисполкома от 20 июля 1972 г. деревня Нижний Сор исключена из учётных данных в связи с выездом жителей в другие населённые пункты.

## Население
| 1859 | 1897 | 1911 | 1920 | 1926 | 1952 | 1959 |
| ---- | ---- | ---- | ---- | ---- | ---- | ---- |
| 32   | ↗44  | ↗49  | ↗62  | ↗78  | ↗88  | ↘64  |
| 1970 |      |      |      |      |      |      |
| ↘1   |      |      |      |      |      |      |